# Iveta Vējone

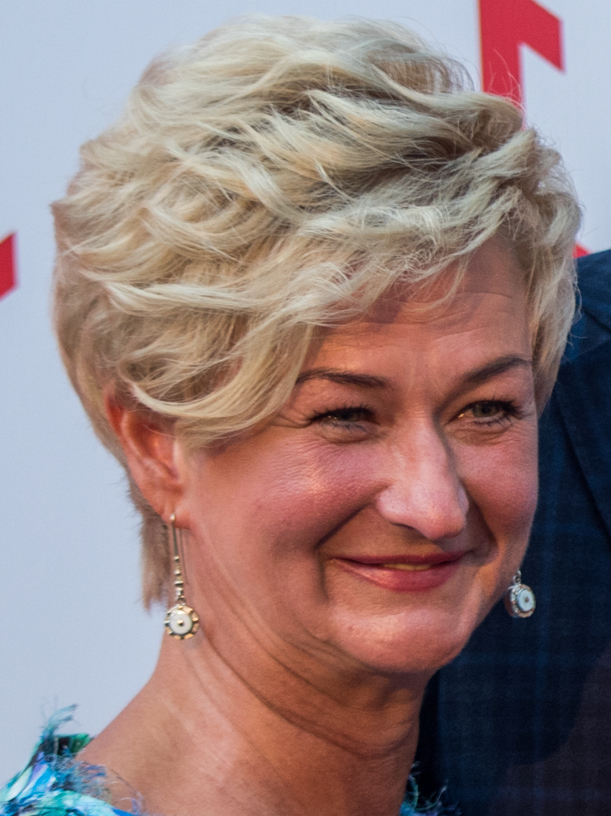
Iveta Vējone (2017)

Iveta Vējone (* 4. Juli 1966 in Madona, Lettische SSR, Sowjetunion) ist eine lettische Lehrerin und Ehefrau des ehemaligen Präsidenten Raimonds Vējonis. Als solche war sie zwischen 2015 und 2019 die elfte First Lady Lettlands.

## Leben und Wirken
Nach dem Besuch eines Gymnasiums in Madona studierte sie an der Universität Liepāja Grundschullehramt. Zunächst arbeitete sie auch in diesem Beruf. Im Jahr 1986 heiratete sie Raimonds Vējonis und bekam mit ihm zwei Söhne. Später zog Vējone mit ihrer Familie nach Ogre und begann, sich ökologisch zu engagieren. Sie arbeitete an Projekten zur Stärkung der Ufer des Flusses Düna, der Abfallwirtschaft und anderen Umweltthemen.
Während ihrer Zeit als First Lady entwickelte Vējone Bildungs- und Sozialprojekte und unterstützte Kinder, einschließlich Kindern mit besonderen Bedürfnissen und Kindern ohne elterliche Fürsorge. Indem sie Bildungs- und Sozialprojekte sowie die Unterstützung von Kindern zu ihren Prioritäten machte, wurde die Lettin Schirmherrin mehrerer Projekte.